# Charlotte Reihlen

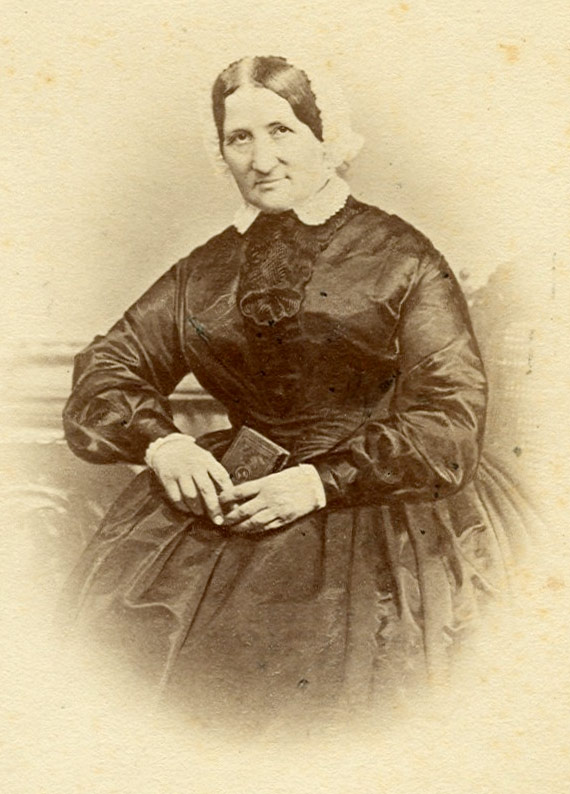
Charlotte Reihlen

Charlotte Luise „Lotte“ Reihlen, geborene Charlotte Mohl (* 26. März 1805 in Kemnat auf den Fildern; † 21. Januar 1868 in Stuttgart), war eine deutsche Diakonisse. Sie zählte 1853 zu den Gründern der evangelischen Diakonissen-Anstalt Stuttgart und initiierte 1841 eine private Mädchenschule, aus der das Evangelische Mörike-Gymnasium Stuttgart hervorging. Ihr Bild Der breite und der schmale Weg von 1867 wurde in mehreren Varianten aufgelegt und in vielen Sprachen weltweit in pietistischen Kreisen verbreitet.

## Leben

### Jugend in Weissach
Sie war die Tochter des Kemnater Pfarrers Magister Wilhelm Mohl (1751–1832) und seiner Ehefrau Euphrosina Regina (1774–1847), einer Tochter des Stuttgarter Stadtpfarrers Georg Ernst Göz (1737–1807). Mütterlicherseits war sie eine Urenkelin von Johann Christian Storr (1712–1773) und eine Großnichte von Gottlob Christian Storr (1746–1805), dessen Witwe und Tochter zu ihren 25 Paten zählten. Der Vater wechselte 1808 als Pfarrer nach Weissach im Oberamt Vaihingen an der Enz, wo Charlotte die Volksschule besuchte und ihre Jugendjahre verlebte. Für eine höhere Bildung sorgte ihr Vater durch Privatunterricht.
Schon im Alter von 12 Jahren musste sie ihre an Epilepsie leidende Mutter pflegen und einen Großteil des Familienhaushalts übernehmen, zu dem sich im Hungerjahr 1817 auch zahlreiche Notleidende gesellten. Im Pfarrhaus lebten zunächst auch die fünf Kinder aus der ersten Ehe des Vaters. Nach ihrer Konfirmation 1819 hielt Charlotte sich immer wieder bei einer Tante in Stuttgart auf, um die Aufgaben einer Hausfrau kennen zu lernen.

### Ehestand in Stuttgart
Über ihren ältesten Halbbruder war Charlotte mit dem Stuttgarter Kaufmann Wilhelm Reihlen (1793–1868) verschwägert. So lernte sie dessen jüngeren Bruder kennen, den Kaufmann Friedrich Reihlen (1797–1870), den sie am 24. Juni 1823 heiratete. Zusammen mit Carl Reihlen (1799–1862) übernahmen die drei Brüder im gleichen Jahr von ihrem Vater die Firma „Johann Conrad Reihlen Kolonial- und Farbwaren-, Landesprodukten-, Zigarren- und Ölhandlung“, das führende Geschäft dieser Art in der Stuttgarter Marktstraße. In den ersten Jahren ihrer Ehe nahm das junge Paar rege am gesellschaftlichen Leben teil.
1824 wurde ihr erster Sohn Adolf geboren. Die Geburt war schwer und Charlotte war auch in der nachfolgenden Zeit gesundheitlich angeschlagen. 1826 gebar sie den zweiten Sohn Julius, 1828 den dritten Sohn Theodor. Bald nach Theodors Geburt erkrankte Julius im Alter von zwei Jahren an einer Luftröhrenentzündung, an der er starb. Charlotte Reihlen verfiel in eine schwere Depression, da sie sich vorwarf, Gott wolle sie für ihre Eitelkeit und ihr vergnügliches Leben der letzten Jahre strafen. Bei einem Gottesdienst am 19. Juni 1830, gehalten von Pfarrer Christian Adam Dann in der Leonhardskirche in Stuttgart, erlebte sie eine innere Erlösung. Sie wurde der Vergebung ihrer Sünden so gewiss, dass sie sich trotz heftigster Gesichts- und Ohrenschmerzen wie im Himmel fühlte. Seither feierte sie diesen Tag als ihren geistlichen Geburtstag.
Ihre pietistische Frömmigkeit entfremdete sie von ihrem Ehemann, der sich mehr für die in Frankreich ausgebrochene Julirevolution interessierte und an ihrem Geisteszustand zweifelte. Kurz nach der Geburt der Tochter Elise Ende 1830 hätte er sie fast des Hauses verwiesen. Friedrich Reihlen plante nach dem Scheitern der Julirevolution eine Auswanderung nach Amerika. Bald nach der Geburt der Tochter Marie im Juni 1833 trat er heimlich die Reise an, seine Familie ließ er in Stuttgart zurück. Charlotte fand seelsorgerlichen Beistand bei den Stuttgarter Stadtvikaren, die nacheinander bei ihr wohnten, bei Wilhelm Hoffmann (1806–1873) und Albert Ostertag (1810–1871), beide später in leitenden Ämtern bei der Basler Mission, als Missionsinspektor (1839–1850) und als Missionslehrer (seit 1837). Friedrich kehrte nach acht Monaten enttäuscht aus Amerika zurück. In Ann Arbor (Michigan), wo er sich schon nach Siedlerland umgesehen hatte, war er dem schwäbischen Prediger Friedrich Schmid (1806–1860) begegnet, der ihm half, die Frömmigkeit seiner Frau zu verstehen, auch dies eine Art Bekehrung. So waren sie nach überwundener Krise am Ende wieder glücklich vereint.

### Gründung des Weidle’schen Töchterinstituts
Charlotte Reihlen engagierte sich für das Wohl, die Bildung und Erziehung ihrer Kinder. Auf Empfehlung von Pfarrer Dann kam 1836 Friedrich Weidle (1808–1876) ins Haus, ein begabter und bewährter junger Lehrer, der sich noch aufs Reallehrer-Examen vorbereitete. Zunächst sollte er den beiden Buben wöchentlich eine zusätzliche Religionsstunde geben. Es wird erzählt, wie die Eltern im Nebenzimmer zuhörten und wie anschließend beim Abendessen das Gespräch darüber weiterging. Bald wurden zum Nachgespräch Freunde eingeladen. Daraus entstand die „Weidle’sche Stunde“, die über Jahrzehnte weiterbestand. Weidle selbst wohnte einige Jahre bei Reihlens im Besuchszimmer.
Als dann die beiden Töchter ins schulfähige Alter kamen, erhielten sie von Weidle privaten Elementarunterricht. Erst war Elise allein, bald kamen andere Mädchen dazu. Mit Marie wurde 1839 eine jüngere Abteilung eingerichtet. Weidles Unterricht hatte Zulauf. Das Reihlen’sche Speisezimmer wurde zu klein. So beantragten einige Väter unter der Federführung von Friedrich Reihlen eine „Privat-Lehranstalt für Töchter“. Seine Frau gilt als treibende Kraft im Hintergrund. Am 5. Mai 1841 begann das Weidle’sche Töchter-Institut mit zunächst 49 Schülerinnen in vier Klassen. Nach einem Interim konnte man bald in einen Neubau einziehen, den die Firma Reihlen in der Eberhardstraße 1 errichtet hatte, in die oberste Etage über dem Warenlager. Anfangs gab Charlotte selbst Gesangs- und Handarbeitsunterricht. Bald kamen weitere Lehrer hinzu, oft auf Vermittlung von Immanuel Gottlieb Kolb, dem Schulmeister von Dagersheim.
Schon 1856 wechselte man in ein eigenes Gebäude in der Tübinger Straße 7, wo über 500 Schülerinnen unterrichtet wurden. Nachdem Weidle 1869 einen Schlaganfall erlitten hatte, berief man den Pfarrer August Schmid zu seinem Nachfolger und errichtete 1873 in der Paulinenstraße 30 einen Neubau für das Evangelische Töchterinstitut, wie es jetzt genannt wurde, aus dem das heutige Evangelische Mörike-Gymnasium hervorging.

### Gründung von missionarischen Vereinen
Zum neuen württembergischen Gesangbuch von 1841 initiierte Charlotte Reihlen Anfang 1842 einen Hilfsverein, der eine subventionierte Ausgabe, das Armengesangbuch, herausbrachte, mit einer Auflage von 100.000 Exemplaren, doppelt so hoch wie die offizielle Erstauflage. Zusätzlich erschien, ebenfalls von ihr angeregt, ein Christliches Hausbüchlein mit über 70 weiteren Kirchenliedern und einem umfangreichen Gebetsteil, jahrzehntelang ein beliebtes Konfirmationsgeschenk.
Gemeinsam mit ihrer Freundin Charlotte Stammbach und den Kindern beider Familien fuhr sie im Sommer 1842 im eigens gemieteten Pferdeomnibus zum Jahresfest der Basler Mission nach Basel. Wieder zurück in Stuttgart gründeten sie einen Missionsverein, der wöchentlich zusammenkam. Gegen Widerstände erreichten sie, dass am 24. August 1843 in der überfüllten Stiftskirche das erste Stuttgarter Missionsfest gefeiert werden konnte. Für den knapp 15-jährigen Sohn Theodor wurde das Fest zum „geistlichen Geburtstag“. Seither fand es jedes Jahr statt. 1845 wurde es überschattet durch den plötzlichen Tod von Charlotte Stammbach genau an diesem Tag.
Im Jahr zuvor hatten die beiden Frauen mit ihren Männern einen Bibelverein gegründet, um durch einen Kolporteur Bibeln und christliche Traktate bis in entlegene Bahnwärterhäuschen zu bringen, ein Anliegen, das später von der Evangelischen Gesellschaft aufgegriffen wurde.

### Veränderungen in der Familie
Nach dem Tod von Charlottes Vater (1832) quartierte man Charlottes geistig kranke Mutter in der Nähe des Reihlen’schen Hauses ein. Nachdem sich ihre epileptischen Anfälle etwas beruhigt hatten, nahm die Tochter sie etwa 1844 ganz in ihren Haushalt auf, wo sie im Sommer 1847 starb.
Im Vorfeld der deutschen Revolution 1848 rückte das Geschäftshaus der Familie Reihlen kurzzeitig ins Visier von Aufständischen. Beim Stuttgarter Brotkrawall am 3. Mai 1847 wäre es beinahe zu Plünderungen gekommen. Die Familie hatte sich im Haus verbarrikadiert, schon flogen Steine gegen die Fensterläden. Da konnte das Militär die Situation retten, der König selbst war abends um halb 10 dazugestoßen. Ein unbeteiligter Schustergeselle wurde durch einen tödlichen Schuss getroffen.
Am 1. Mai 1851 lösten die drei Brüder Reihlen ihr bisher gemeinsam geführtes Geschäft einvernehmlich auf. Wilhelm behielt das Stuttgarter Geschäft, Carl die zwischenzeitlich gegründete Zuckerfabrik in Mannheim, und Friedrich gründete zusammen mit seinen Söhnen Adolf und Theodor eine neue Zuckerfabrik in Stuttgart. Sie wurde noch im selben Jahr auf dem Gelände etwas unterhalb des Kaisemer errichtet, zwischen den erst 1846 eingeweihten Bahntrassen nach Feuerbach und Cannstatt. Die Familie Friedrich Reihlen zog aus der engen Marktstraße in die vornehme Friedrichsvorstadt gleich beim Friedrichstor, in das Haus Friedrichstraße 2 mit einem großen und schönen Garten.
Am 24. Juni 1853, am 30. Hochzeitstag der Eltern, wurden die drei älteren Reihlen-Kinder gemeinsam in der Stuttgarter Stiftskirche getraut: Adolf (1824–1912) mit Theresia Kullen (1832–1917), Tochter des Institutsvorstehers Johannes Kullen (1787–1842) aus der Brüdergemeinde Korntal; Theodor (1828–1869) mit Maria Klett (1829–1894), Tochter des Oberjustizrats und Diakonie-Pioniers Maximilian Klett (1788–1851) aus Ludwigsburg; Elise (1830–1914) mit Kaufmann Friedrich Stammbach (1825–1884), Sohn von Textilkaufmann Carl Heinrich Stammbach (1799–1869) und der schon erwähnten Charlotte geb. Noé (1801–1845). Adolfs Ehe blieb kinderlos, von Theodors fünf Kindern erreichten nur zwei das Erwachsenenalter, von Elises zwölf immerhin elf; ihr Jüngster Eugen Stammbach (1876–1966) wurde ein namhafter Kunstmaler.
Maria (1833–1907), die jüngste Reihlen-Tochter, heiratete 1861 Carl Sixtus Kapff (ebenfalls 1833–1907), Sohn von Prälat Sixt Carl Kapff (1805–1879) und selbst Pfarrer und später Dekan. Das Ehepaar hatte – nach einer Totgeburt, bei der die Mutter fast gestorben wäre – eine Tochter.

### Gründung der Evangelischen Diakonissenanstalt Stuttgart
In Kaiserswerth bei Düsseldorf begründeten Theodor Fliedner (1800–1864) und seine erste Frau Friederike (1800–1842) 1836 in der Verbindung von christlicher Lebensform und professioneller Krankenpflege das moderne Diakonissenamt. Charlotte Reihlen lernte dies wohl schon frühzeitig kennen, als Theodor Fliedner 1838 eine Werbereise nach Württemberg unternahm und Friederike 1840 zwei in Kaiserswerth ausgebildete schwäbische Schwestern nach Kirchheim/Teck begleitete, in das von Herzogin Henriette (1780–1857) gestiftete Wilhelmshospital. Die Idee einer solchen Diakonissenanstalt wurde anderswo bald aufgegriffen. In Stuttgart fehlte anscheinend ein vergleichbar charismatischer Geistlicher mit organisatorischem Geschick, um eine solche Einrichtung zu gründen.
Nach etlichen vergeblichen Versuchen ergriff Charlotte Reihlen, unterstützt von ihrem Mann, die Initiative. Sie gewann Pfarrer Gottlob Bührer (1801–1894), seit 1851 Sekretär der Evangelischen Gesellschaft, für die Geschäftsführung. Prälat Kapff setzte sich in einer Predigt über den Barmherzigen Samariter für die Diakonissensache ein. Der Straßburger Pfarrer Franz Härtter (1797–1874) hatte angeboten, die ersten Stuttgarter Schwestern in seinem Diakonissenhaus auszubilden. Ein Gründungskomitee aus sechs Frauen und vier Männern, der spätere Verwaltungsrat, konstituierte sich im April 1853 und suchte per Anzeige „evangelische Jungfrauen“, die ihre Lebensaufgabe in der Krankenpflege als einem Werk des Glaubens sahen. Als die ersten drei Schwestern, Marie Eckert, Sophie Zillinger und Mina Scheible sowie die vorgesehene Hausmutter aus Straßburg zurückkamen, konnte man am 25. August 1854 im ehemaligen Hofkrankenhaus Büchsenstraße 28 mit der Arbeit beginnen.
Friedrich Reihlen wurde erst danach Mitglied im Verwaltungsrat, als Fachmann für Baufragen. Als die Schwesternzahl wuchs und ein Neubau geplant wurde, war er Mitglied im dreiköpfigen Bauausschuss. Im Juni 1866 konnte man für die inzwischen 55 Schwestern das Diakonissenhaus Forststraße 20 einweihen. Den Vorsitz im Verwaltungsrat hatte 1856 Kapff übernommen, als Bührer Dekan in Waiblingen wurde. Die Leitung des Hauses wurde nach einigen Zwischenlösungen im März 1868 an Helfer (2. Pfarrer) Kapff und seine Frau, also an den Kapff-Sohn und die Reihlen-Tochter, übertragen. Diese Hauseltern-Lösung, kurz vor Charlottes Tod beschlossen, bewährte sich offenbar nicht. Im Sommer 1870 traten Kapffs zurück. Danach, unter Pfarrer Karl Hoffmann (1822–1912), der 1871–1897 als Vorsteher wirkte, konnte die Diakonissenanstalt Stuttgart kontinuierlich wachsen, ebenso unter seinen Nachfolgern. Um 1940 zählte man über 1600 Diakonissen. Seither geht ihre Zahl zurück, doch wird die Arbeit weiterhin von einer beachtlichen Zahl von christlich motivierten Diakonischen Schwestern und Brüdern mitgetragen.

### Gründung der Dienstbotenschule
Auf Anregung der Pfarrfrau Handel aus Stammheim bei Calw initiierte Charlotte Reihlen in Stuttgart eine Mägdeanstalt, die Mädchen im Alter von 14 bis 16 Jahren nach Verlassen der Volksschule eine einjährige Ausbildung in allen häuslichen Arbeiten ermöglichte. Es war – neben Töchterschule und Diakonissenhaus – die dritte der „sehr wohltätigen Anstalten“, die Prälat Kapff an ihrem Grab rühmte, weil sie „hauptsächlich ihrem Eifer, Rath und Opfersinn“ ihre Existenz verdankten. Alle drei betrafen die Mädchenbildung. In diesem Fall hielt sie sich eher im Hintergrund. Doch bei der Gründung 1860 gehörten drei von fünf Mitgliedern des Verwaltungsrats zur Reihlen-Verwandtschaft, darunter ihre Schwiegertochter Therese geb. Kullen. Die Schulräume waren zunächst in der Hauptstätterstraße 59, später in der Furtbachstraße 10. Der Name wurde 1911 in Dienstbotenschule Paulinenheim geändert. Von 1908 bis zur Auflösung 1923 war die Reihlen-Enkelin Chlothilde Stammbach (1863–1948) Hausmutter.

### Das BildDer breite und der schmale Weg

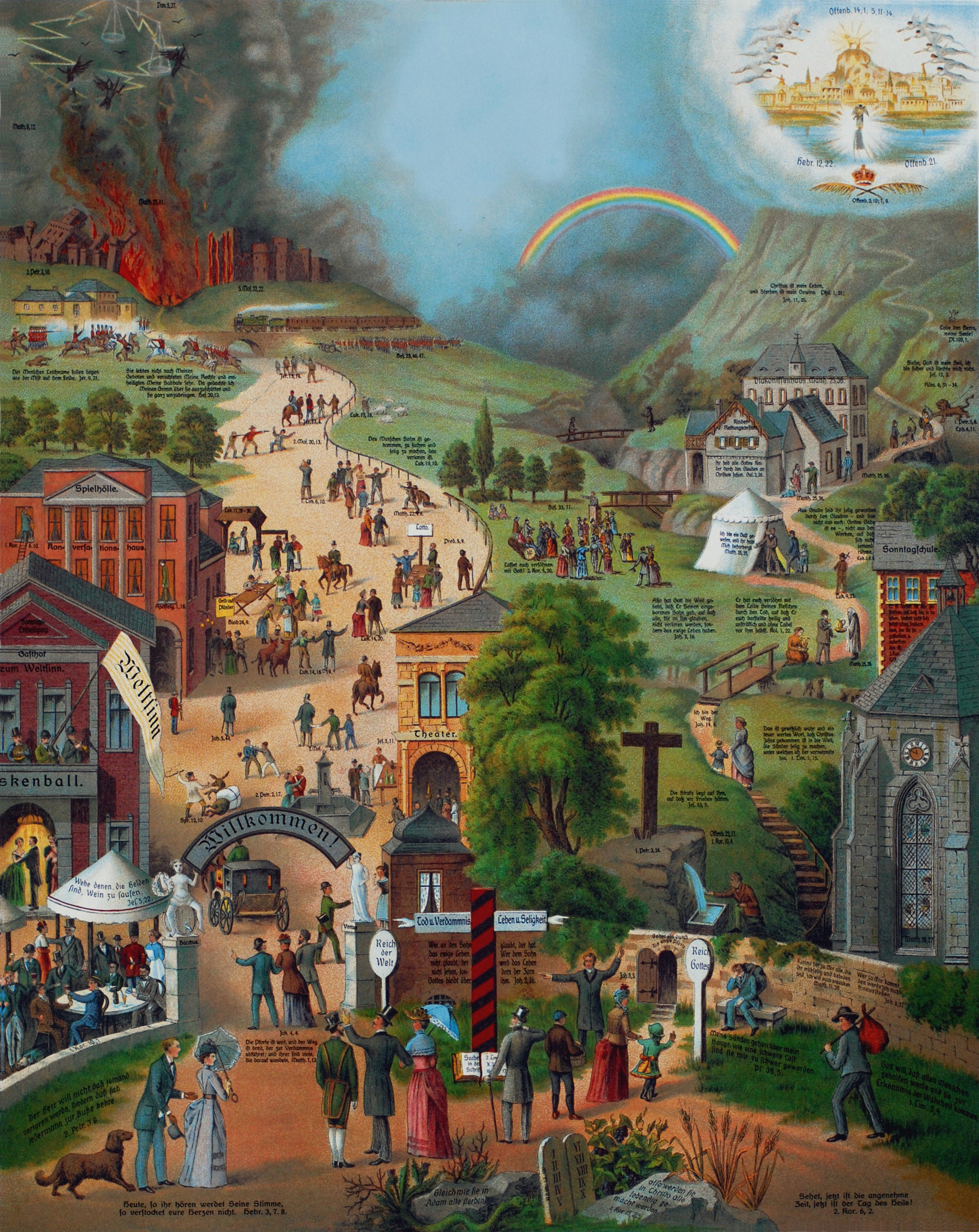
Der breite und der schmale Weg Bild nach Charlotte Reihlen, spätere, weit verbreitete Version

Im April 1867 zeigte Charlotte Reihlen eine großformatige Lithographie (Tondruck) mit dem Titel Der breite und der schmale Weg (Matthäus 7,13–14 ) an. Anlass für dieses Schaubild war eine doppelte Katastrophe im Jahr davor: Am 24. Juli 1866, drei Wochen nach Königgrätz, erlitten die Württemberger im Deutschen Krieg bei Tauberbischofsheim eine empfindliche Niederlage gegen die Preußen, und am 26. Juli, als dies in Stuttgart bekannt wurde, erlitt Friedrich Reihlen einen schweren Schlaganfall und war seither ein Pflegefall bis zu seinem Tod 1870. Durch die Todesnähe im Feld und daheim war Charlotte doppelt erschüttert. So wollte sie aufrütteln und zur Buße und Umkehr von der Gottlosigkeit weg und hin zu Gott rufen. Sie beauftragte den Stuttgarter Lithographen Conrad Schacher (1831–1870) mit der Ausführung ihrer Entwürfe. Ihr Sohn Theodor half ihr dabei, besonders bei der achtseitigen Erklärung des Bildes, die dem Druck bald kostenlos beigegeben wurde.
Der Aufbau des Bildes ist übersichtlich. Im Vordergrund steht eine Mauer mit zwei Eingängen, links weit geöffnet, rechts ein enger Durchlass. Ein Wegweiser zeigt die beiden Richtungen an: nach links zu „Tod und Verdammnis“, nach rechts zu „Leben und Seligkeit“. Dorthin lädt ein Prediger ein. Dahinter die beiden Wege. Der breite Weg, gesäumt von Gasthof, Theater und Spielhölle, führt in den Feuersturm, in dem die Stadt Babylon zusammenstürzt. Der schmale Weg dagegen schlängelt sich zwischen dem Gekreuzigten und der Kirche hindurch, vorbei an Sonntagsschule, Kinderrettungsanstalt und Diakonissenhaus, bis hinauf zum himmlischen Jerusalem. Die Schlucht dazwischen wird immer tiefer, aber am Ende steht darüber ein Regenbogen, und das ganze Bild steht unter dem Dreieck mit Auge als Symbol des dreieinigen Gottes (nicht mehr in späteren Versionen). Die Darstellung ist von Bibelstellen übersät, die man aber erst auf den zweiten Blick sieht.
Die Weg-Metapher ist alt: Schon Herkules stand einst am Scheideweg, und das Jesus-Wort aus der Bergpredigt wurde schon seit langem visualisiert. Um 1840 erschienen einige Zwei-Wege-Bilder, von denen sich Charlotte Reihlen explizit absetzen wollte. Während die Vorläufer auf den Hügeln neben den beiden Wegen Laster und Tugenden nur auflisten, stellt Charlotte Reihlen die bösen und die guten Taten als kleine Szenen dar. Bei den anderen liegt das himmlische Jerusalem oben in der Bildmitte, das Höllenfeuer ist an den Rand gedrängt. Bei ihr dagegen stehen Verdammnis links und Seligkeit rechts gleichrangig nebeneinander – eine wesentliche Akzentverschiebung. Mit der Betonung des doppelten Ausgangs unterscheidet sie sich von Prälat Kapff, der insgeheim der Wiederbringungslehre zuneigte. Deshalb ist es eher unwahrscheinlich, dass Kapff sie bei der Konzeption des Bildes beriet. Doch versteht sie auch selbst die guten Taten als „Früchte des Glaubens“ und nicht als Zugangsbedingungen zum Heil, wie man ihr oft vorgeworfen hat. In der Erklärung wird das allerdings deutlicher als im Bild selbst.
Das Bild erinnert in einigen Punkten an Charlotte Reihlens Biographie. Die Kirche am schmalen Weg ähnelt der Leonhardskirche, ihrer geistlichen Heimat. Die Sonntagsschule hatte in der württembergischen Kirche kurz zuvor begonnen, im Oktober 1865, mit einer ersten Kindergruppe in der Wohnung ihres Sohnes Adolf in der Friedrichsstraße 2. Die diversen Kinderrettungsanstalten im Land wurden jahrzehntelang von Reihlens unterstützt. Das neue Diakonissenhaus hatte man gerade erst eingeweiht. Beachtlich ist der institutionelle Aspekt. Neben der privaten Wohltätigkeit, dargestellt in den Werken der Barmherzigkeit (Matthäus 25,35–36) sind zu den Früchten des Glaubens ausdrücklich auch die wohltätigen Anstalten der inneren Mission gerechnet. Auch die Eisenbahn am Ende des breiten Wegs hat vermutlich eine höchst aktuelle Bedeutung. Davor ist eine Kriegsszene abgebildet, und wieder davor treibt ein Mann mit Peitsche drei Sklaven vor sich her, in der Urfassung mit einem nackten schwarzen Rücken gezeichnet. Das dürfte auf den amerikanischen Bürgerkrieg von 1861–65 anspielen, in dem die Eisenbahn erstmals strategisch eingesetzt wurde, ebenso wie bei Königgrätz. Als Botschaft war dann ursprünglich intendiert: Krieg und Sklaverei sind des Teufels! Doch als die Erklärung im Juni 1867 erschien, war die Weltuntergangsstimmung des Vorjahrs verflogen und die Eisenbahn nur noch ein Beispiel für Sonntagsentheiligung.
Die Stuttgarter Fassung erschien 1884 auch als Farblithographie; 1890/91 wurde sie vom Lithographen Paul Beckmann (1846–1919) neu gezeichnet; u. a. hatte sich die Damenmode geändert. Schon 1867 wurde in Amsterdam eine holländische Fassung publiziert, die der englische Volksmissionar Gawin Kirkham (1830–1892) nach London brachte und bei seinen Evangelisationen verwendete. 1883 veröffentlichte er eine englische Fassung, mit der er durch alle Kontinente reiste. Seit 1921 wurde das Bild als Lithographie mit neun Farben in der St.-Johannis-Druckerei in Lahr-Dinglingen gedruckt, und zwar gleichzeitig in mehreren Sprachen (belegt sind: deutsch, englisch, holländisch, spanisch, ungarisch und sogar armenisch) und in zwei verschiedenen Fassungen. Wichtigster Unterschied: Die eine Fassung zeigt eine Open-air-Mission auf der Wiese im Zentrum (wie die englische Fassung), die andere nicht (wie die deutsche). Seit dem Offsetdruck von 1960 folgt die deutsche der englischen Fassung. Sie war bis 2010 im Verlagsangebot.
Der deutsche evangelische Theologe und Kirchenhistoriker Martin H. Jung (* 1956) macht auf die problematische Seite dieses Schaubildes aufmerksam. Mit seinem drohenden Charakter entspreche es nicht dem reformatorischen Verständnis Martin Luthers und seiner Nachfolger. Das Streben nach Verzicht und Vollkommenheit, um das Heil und das ewige Leben zu erhalten, könne als pietistische und unevangelische Werkgerechtigkeit und Willensfreiheit des Menschen interpretiert werden.

### Krankheiten und Tod

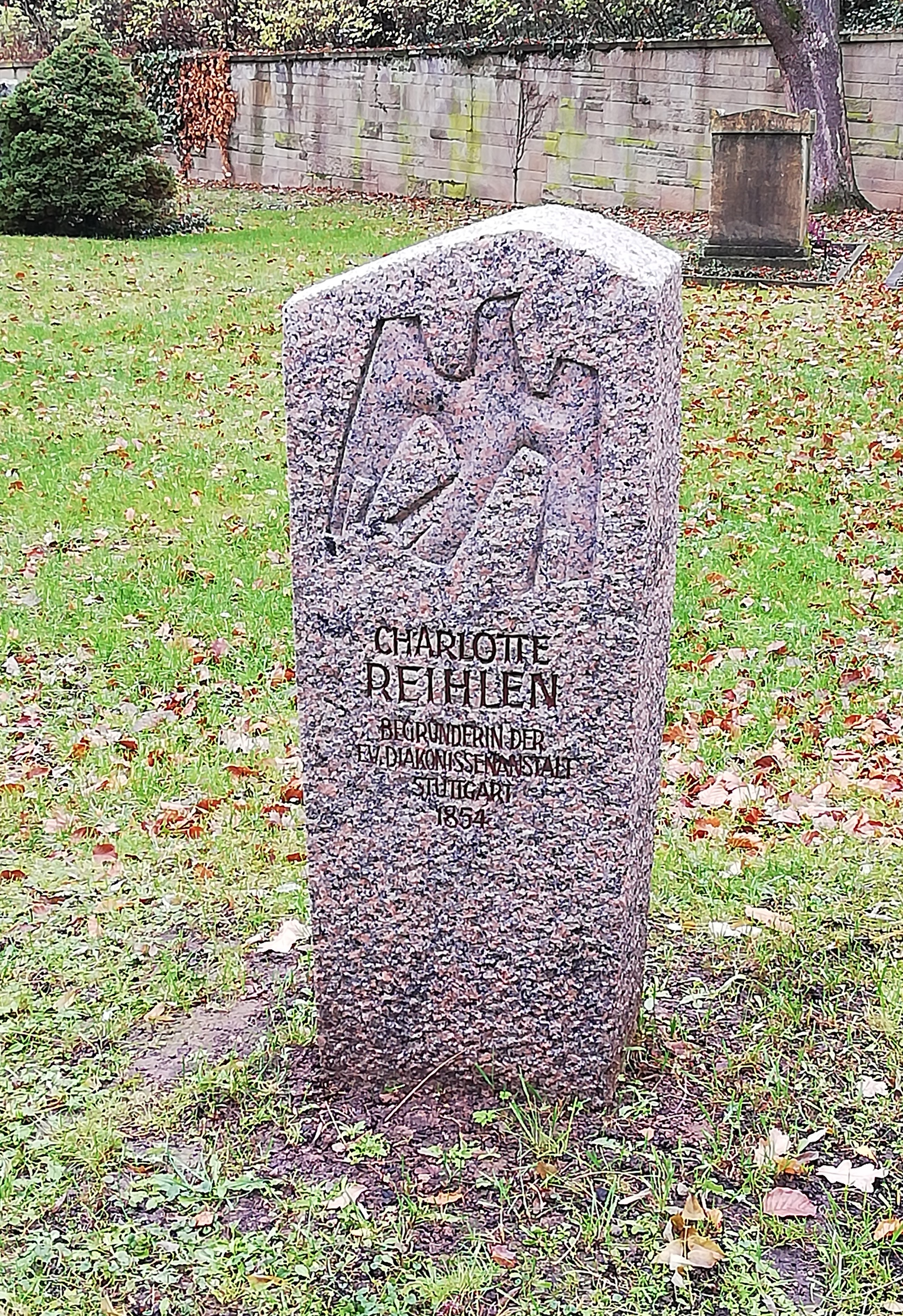
Gedenkstein für Charlotte Reihlen auf dem Stuttgarter Fangelsbachfriedhof

Charlotte Reihlen lebte stets sparsam und einfach. Es ist überliefert, dass Besucher sie wegen ihrer einfachen Kleidung für die Magd statt für die Hausherrin hielten. Seit ihren jungen Jahren litt sie an diversen Krankheiten. Eine Magenschwäche erlaubte ihr nur den Verzehr von leichten Speisen, starke häufige Migräneanfälle plagten sie, und ein Herzleiden bescherte ihr Schlaflosigkeit, die sie im Gebet zu Segensnächten nutzte. Im Sommer fuhr sie regelmäßig zu Badekuren, etwa an die Nordsee. Ein Leberleiden wurde 1857 durch eine Kur in Karlsbad gelindert. Eine komplizierte Knieverletzung wurde 1859 auf wundersame Weise von Dorothea Trudel durch Gebet geheilt. Inmitten von Planungen für den Bau einer Kirche für das Diakonissenhaus zog sich Charlotte Reihlen in der Neujahrsnacht 1868 eine Erkältung zu, von der sie sich nicht mehr erholte und an der sie am 21. Januar 1868 verstarb. Sie wurde zwei Tage später auf dem Stuttgarter Fangelsbachfriedhof beigesetzt. Die Leichenpredigt hielt Prälat Kapff. Ihr Ehrengrab ist bis heute auf dem Friedhof erhalten.